# Austrian Open Kitzbühel 2024 - Qualificazioni singolare
Le qualificazioni del singolare dell'Austrian Open Kitzbühel 2024 sono state un torneo di tennis preliminare per accedere alla fase finale della manifestazione. I vincitori dell'ultimo turno sono entrati di diritto nel tabellone principale. In caso di ritiro di uno o più giocatori aventi diritto a questi sono subentrati i lucky loser, ossia i giocatori che hanno perso nell'ultimo turno ma che avevano una classifica più alta rispetto agli altri partecipanti che avevano comunque perso nel turno finale.

## Teste di serie
1. Albert Ramos Viñolas (primo turno)
2. Vít Kopřiva (qualificato)
3. Lukáš Klein (qualificato)
4. Hamad Međedović (ultimo turno, lucky loser)

1. Pierre-Hugues Herbert (primo turno)
2. Michail Kukuškin (primo turno)
3. Otto Virtanen (ultimo turno)
4. Alexander Ritschard (primo turno)

## Qualificati
1. Andrea Collarini
2. Vít Kopřiva

1. Lukáš Klein
2. Daniel Elahi Galán

### Lucky loser
1. Hamad Međedović

1. Gustavo Heide

## Tabellone

### Legenda
| - Q = Qualificato - WC = Wild card - LL = Lucky loser | - ALT = Alternate - SE = Special Exempt - PR = Protected Ranking | - w/o = Walkover - r = Ritirato - d = Squalificato |

### Sezione 1
|  | Primo turno | Primo turno          | Primo turno | Primo turno | Primo turno |  |  | Ultimo turno | Ultimo turno     | Ultimo turno | Ultimo turno | Ultimo turno |  |
|  |             |                      |             |             |             |  |  |              |                  |              |              |              |  |
|  | 1           | Albert Ramos Viñolas | 6           | 4           | 4           |  |  |              |                  |              |              |              |  |
|  | WC          | Sandro Kopp          | 2           | 6           | 6           |  |  | WC           | Sandro Kopp      | 2            | 0            | r            |  |
|  | Alt         | Andrea Collarini     | 3           | 6           | 6           |  |  | Alt          | Andrea Collarini | 6            | 3            |              |  |
|  | 6           | Michail Kukuškin     | 6           | 2           | 1           |  |  |              |                  |              |              |              |  |

### Sezione 2
|  | Primo turno | Primo turno         | Primo turno         | Primo turno | Primo turno |  |  | Ultimo turno | Ultimo turno  | Ultimo turno | Ultimo turno | Ultimo turno |  |
|  |             |                     |                     |             |             |  |  |              |               |              |              |              |  |
|  | 2           | Vít Kopřiva         | 6                   | 63          | 6           |  |  |              |               |              |              |              |  |
|  | Alt         | Ignacio Buse        | 1                   | 7           | 1           |  |  | 2            | Vít Kopřiva   | 3            | 6            | 7            |  |
|  |             | Gustavo Heide       | Gustavo Heide       | 6           | 6           |  |  |              | Gustavo Heide | 6            | 3            | 5            |  |
|  | 8           | Alexander Ritschard | Alexander Ritschard | 1           | 3           |  |  |              |               |              |              |              |  |

### Sezione 3
|  | Primo turno | Primo turno    | Primo turno    | Primo turno | Primo turno |  |  | Ultimo turno | Ultimo turno  | Ultimo turno  | Ultimo turno | Ultimo turno |  |
|  |             |                |                |             |             |  |  |              |               |               |              |              |  |
|  | 3           | Lukáš Klein    | Lukáš Klein    | 7           | 6           |  |  |              |               |               |              |              |  |
|  |             | Vitalij Sačko  | Vitalij Sačko  | 65          | 1           |  |  | 3            | Lukáš Klein   | Lukáš Klein   | 6            | 6            |  |
|  |             | Alexander Weis | Alexander Weis | 1           | 5           |  |  | 7            | Otto Virtanen | Otto Virtanen | 2            | 4            |  |
|  | 7           | Otto Virtanen  | Otto Virtanen  | 6           | 7           |  |  |              |               |               |              |              |  |

### Sezione 4
|  | Primo turno | Primo turno           | Primo turno     | Primo turno | Primo turno |  |  | Ultimo turno | Ultimo turno       | Ultimo turno | Ultimo turno | Ultimo turno |  |
|  |             |                       |                 |             |             |  |  |              |                    |              |              |              |  |
|  | 4           | Hamad Međedović       | Hamad Međedović | 6           | 6           |  |  |              |                    |              |              |              |  |
|  | WC          | Alexander Erler       | Alexander Erler | 4           | 1           |  |  | 4            | Hamad Međedović    | 4            | 6            | 2            |  |
|  |             | Daniel Elahi Galán    | 7               | 4           | 6           |  |  |              | Daniel Elahi Galán | 6            | 2            | 6            |  |
|  | 5           | Pierre-Hugues Herbert | 62              | 6           | 0           |  |  |              |                    |              |              |              |  |